# بيان دزه ئي
بيان دزه ئي هي سياسية عراقية ذات أصل كردي، وعضوة في الاتحاد الوطني الكردستاني.
ينتمي لقبيلة دزه ئي الكردية التي موطنها في ناحية قوشتبة في قضاء مخمور.
شغلت منصب وزيرة الإعمار والإسكان في حكومة المالكي الأولى (2006-2010).
في 28 حزيران 2011، أصيب في هجوم بقنبلة أُلقيت على سيارتها قرب طوزخورماتو جنوب كركوك حينما كانت متوجهة إلى بغداد.